# Swilland
Swilland – wieś i civil parish w Anglii, w hrabstwie Suffolk, w dystrykcie East Suffolk. Leży 9 km na północ od miasta Ipswich i 115 km na północny wschód od Londynu. W 2011 roku civil parish liczyła 163 mieszkańców. Swilland jest wspomniana w Domesday Book (1086) jako Suinlanda.